# Bàsquet als Jocs Olímpics d'estiu de 1984

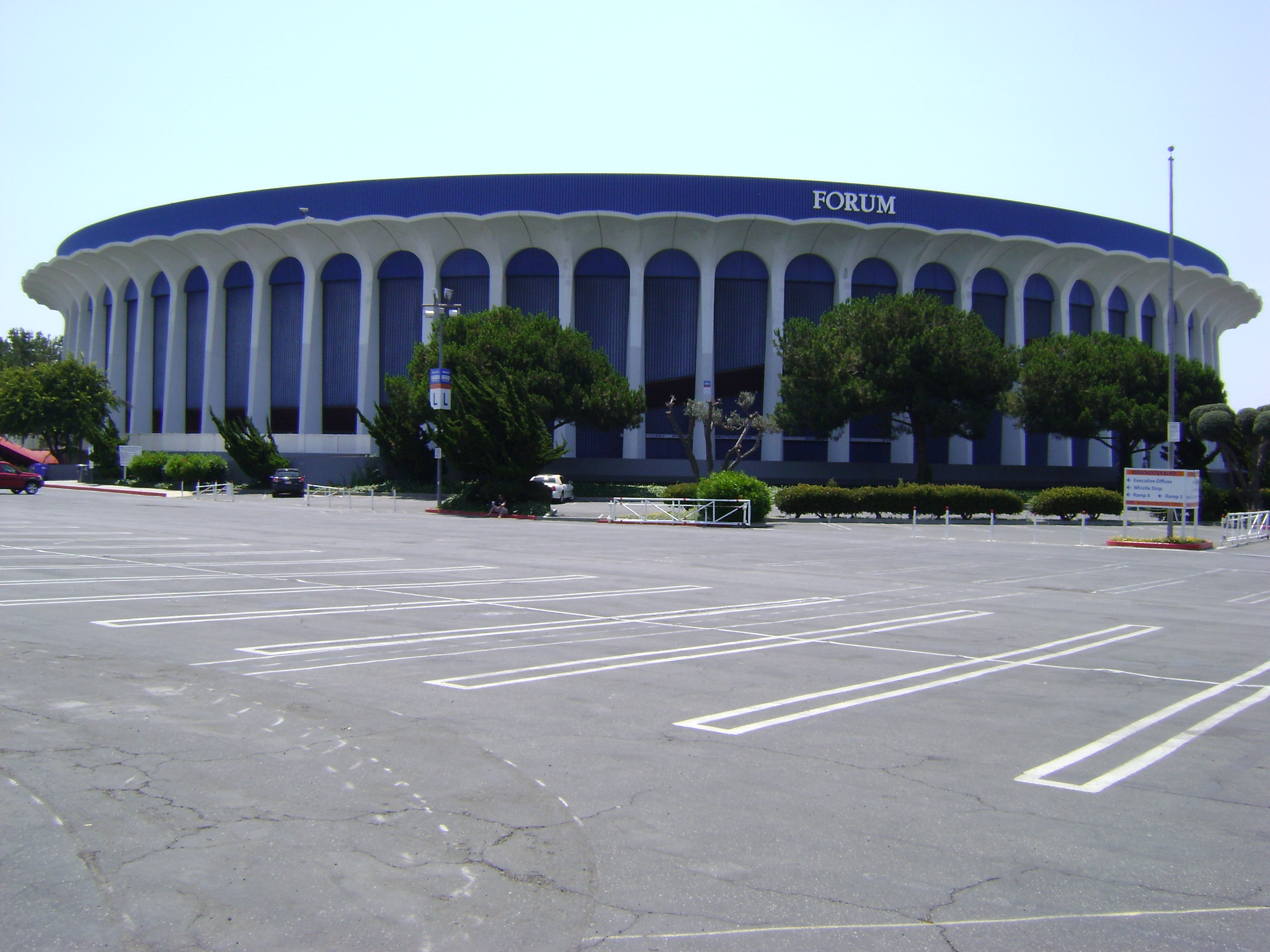
LA The Forum, Seu de la competició de bàsquet als Jocs Olímpics.

Als Jocs Olímpics d'Estiu de 1984 celebrats a la ciutat de Los Angeles (Estats Units d'Amèrica) es disputaren dues competicions de bàsquet, una en categoria masculina i una altra en categoria femenina. La competició se celebrà entre els dies 29 de juliol i el 10 d'agost de 1984 al The Forum.

## Comitès participants
Hi participaren un total de 213 jugadors, 142 homes i 71 dones, de 13 comitès nacionals diferents:
| Categoria masculina - Austràlia - Brasil - Canadà - Egipte - Espanya - Estats Units - França - Itàlia - Iugoslàvia - RFA - Uruguai - R.P. de la Xina | Categoria femenina - Austràlia - Canadà - Corea del Sud - Estats Units - Iugoslàvia - R.P. de la Xina |

## Resum de medalles
| Prova                   | Or | Argent | Bronze |
| Bàsquet masculí Detalls | Estats UnitsSteve Alford · Leon Wood · Patrick Ewing · Vernon Fleming · Alvin Robertson · Michael Jordan · Joe Kleine · Jon Koncak · Wayman Tisdale · Chris Mullin · Sam Perkins · Jeff Turner                                                                                | EspanyaJosé Manuel Beirán · José Luis Llorente · Fernando Arcega · Josep Maria Margall · Andrés Jiménez · Fernando Romay · Fernando Martín · Juan Antonio Corbalán · Ignacio Solozábal · Juan Domingo de la Cruz · Juan Manuel López Iturriaga · Juan Antonio San Epifanio | IugoslàviaDražen Petrović · Aleksandar Petrović · Rajko Žižić · Andro Knego · Nebojša Zorkić · Ivan Sunara · Sabit Hadžić · Dražen Dalipagić · Emir Mutapčić · Ratko Radovanović · Mihovil Nakić · Branko Vukičević |
| Bàsquet femení Detalls  | Estats Units Teresa Edwards · Ludi Lea Henry · Lynette Woodard · Anne Theresa Donovan · Catherine La Ora Boswell · Cheryl Deann Miller · Janice Faye Lawrence · Cindy Jo Noble · Kimberly Diane Mulkey · Denise Marie Curry · Pamela Denise McGee · Carol Jean Menken-Schaudt | Corea del Sud Yang-Gae Park · Eun-Sook Kim · Hyung-Sook Lee · Kyung-Hee Choi · Mi-Ja Lee · Kyung-Ja Moon · Hwa-Soon Kim · Myung-Hee Jeong · Young-Hee Kim · Jung-A Sung · Chan-Sook Park · Aei-Young Choi                                                                  | R.P. de la Xina Yue-Fang Chen · Xiao-Qin Li · Yan Ba · Song Xiaobo · Chen Qui · Jun Wang · Li-Juan Xiu · Zheng Haixia · Xuedi Cong · Hui Zhang · Liu Qing · Zhang Yueqin                                            |

## Medaller
| Posició | País            | Or | Argent | Bronze | Total |
| 1       | Estats Units    | 2  | 0      | 0      | 2     |
| 2       | Corea del Sud   | 0  | 1      | 0      | 1     |
| 2       | Espanya         | 0  | 1      | 0      | 1     |
| 4       | Iugoslàvia      | 0  | 0      | 1      | 1     |
| 4       | R.P. de la Xina | 0  | 0      | 1      | 1     |